# أتول شارما
أتول شارما (بالإنجليزية: Atul Sharma)‏ هو ملحن بريطاني، ولد في 9 مايو 1961.

## وصلات خارجية
- أتول شارما على موقع IMDb (الإنجليزية)
- أتول شارما على موقع قاعدة بيانات الفيلم (الإنجليزية)